# Reszuck (stacja kolejowa)
Reszuck (ukr. Решуцьк, ros. Решуцк) – stacja kolejowa w pobliżu miejscowości Reszuck, w rejonie rówieńskim, w obwodzie rówieńskim, na Ukrainie. Położona jest na linii Równe – Baranowicze – Wilno.